# San Miguel, Corrientes
San Miguel är en kommunhuvudort i Argentina.   Den ligger i provinsen Corrientes, i den nordöstra delen av landet, 700 km norr om huvudstaden Buenos Aires. San Miguel ligger 80 meter över havet och antalet invånare är 7 396.
Terrängen runt San Miguel är mycket platt. Runt San Miguel är det mycket glesbefolkat, med 3 invånare per kvadratkilometer.. Det finns inga andra samhällen i närheten.
Trakten runt San Miguel består i huvudsak av gräsmarker.